# OGLE-TR-56 b
OGLE-TR-56 b est une planète extrasolaire (exoplanète) confirmée en orbite autour de l’étoile OGLE-TR-56, située à une distance d’environ 1 500 parsecs du Soleil, dans la constellation zodiacale du Sagittaire.
Première exoplanète découverte par la méthode des transits, sa découverte par le programme OGLE a été annoncée en 2002 puis confirmée par la méthode des vitesses radiales en 2003. Ses caractéristiques orbitales ont été confirmées et précisées en 2008.